# 241 (عدد)
241 هو عدد صحيح  طبيعي بين 240 و242

## في الرياضيات

### خصائص
- 241 عدد أولي
- 241 عدد فردي
- 241 عدد ناقص